# 許嘉恬
許嘉恬（1974年11月29日—），民主進步黨「幕僚世代」代表人物之一，長期投入社福、婦幼等公共政策，曾任民進黨青年發展部副主任、婦女發展部副主任和主任、行政院院長辦公室機要秘書、高雄市市長辦公室機要秘書、國立故宮博物院青年事務暨行銷專案辦公室主任、民進黨副秘書長。

## 經歷
1998年4月林義雄任民主進步黨主席時，許嘉恬進入婦女部服務。2000年陳水扁就任總統時，許先後成為張俊雄、游錫堃的行政院院長辦公室機要秘書。2006年1月，游錫堃任民進黨主席時出任婦女部主任，當時是民進黨史上最年輕的婦女部主任。
2010年投入民進黨黨內臺北市議員（內湖區、南港區）提名初選，以2.47%（新人加權）的差距落選。
2020年9月，回任民主進步黨婦女部主任。同年執導的「我們是防疫國家隊」第十屆台灣國際兒童影展《我們的2020》短片徵件活動得獎作品精選交流獎首獎。
2023年1月17日，賴清德任民進黨主席時，許轉任民進黨副秘書長。同年5月因不當處理2022年前婦女部黨工遭到同為民進黨黨員的競選影片合作廠商導演薛朝輝性騷擾事件而遭到停職調查，同日下午宣佈請辭黨職獲准。

## 爭議

### 刻意掩蓋女黨工被性騷擾事件
2023年5月31日，前民進黨女性黨工在個人Facebook發布貼文以〈人選之人—造浪者〉台詞做為開頭，述說2022年9月她任職民進黨婦女部時被合作廠商導演在外性騷擾，後來告知時任婦女部主任許嘉恬時被冷處理至今的原委，如「不僅第一時間總在不是重點的地方，放大我被性騷擾的細節要我做回憶陳述，也在聽完後，冷冷的反問我，所以呢？妳希望我做什麼？為何不大叫？建議被害人利用午休時間一個小時啊，去對面華山大草坪，手牽手一起練習大叫，甚至練習從我們部門大叫喊到前面民主學院」等語。引發社會輿論關注，當晚民進黨中央立即宣佈中止一切與該廠商之合作外，也馬上讓性平部主任及主席室主任共同進行調查了解。6月1日上午，民進黨中央向受害人道歉並宣佈許嘉恬停職調查，此性騷擾事件也讓部分同黨女民代要求嚴懲，在野黨也批評民進黨當時的處理方式，同日下午許嘉恬請辭民進黨副秘書長獲准。

## 資料來源
1. ↑  昔日政壇美少女告別參選夢　許嘉恬變身防疫影展冠軍媽媽 （页面存档备份，存于），風傳媒，2021-2-11
2. ↑  民進黨主管異動 網紅范綱皓掌網路社群中心、許嘉恬接婦女部 （页面存档备份，存于），自由時報，2020-9-7
3. ↑  .   [2023-06-01]. （原始内容存档于2023-06-01）.
4. ↑  . 鏡周刊.   [2023-06-02]. （原始内容存档于2023-06-02）.
5. ↑  . 2023-06-01  [2023-06-01]. （原始内容存档于2023-06-01）.
6. ↑  民進黨對性騷擾道歉　副秘書長許嘉恬停職接受調查 （页面存档备份，存于），上報，2023-6-1
7. ↑  陳汘瑈在2023年6月1日的動態
8. ↑  民進黨爆性騷 求助主管遭冷回「當下怎不跳車」 黨中央緊急回應 （页面存档备份，存于），中國時報，2023-5-31
9. ↑  民進黨版《人選之人》：前黨工遇性騷擾上報反被檢討，黨中央宣布將主管停職調查 （页面存档备份，存于），上報，2023-6-1
10. ↑  范雲：性騷零容忍 黨中央會議處 （页面存档备份，存于），聯合報，2023-6-1
11. ↑  民進黨婦女部遭指控吃案性騷擾！顏若芳批零容忍：請黨中央必須嚴懲 （页面存档备份，存于），三立新聞網，2023-6-1
12. ↑  前黨工遭性騷處理失當 民進黨副秘許嘉恬請辭獲准 （页面存档备份，存于），中央社，2023-6-1

## 外部連結
- 許嘉恬 (sweetshe.tw)的Facebook專頁
- 許嘉恬的部落格

| 政党职务      | 政党职务                                       | 政党职务      |
| ------------- | ---------------------------------------------- | ------------- |
| 民主進步黨    |                                                |               |
| 前任： 高幸雪 | 民主進步黨副秘書長 2023年1月18日－2023年6月1日 | 繼任： 何博文 |